# Joseph de Martinet
Dom Joseph de Martinet (à l'état civil : Marie Gervais Thomas de Martinet), né à Auvillar en Tarn-et-Garonne (France) le 20 décembre 1750 et mort à Marseille (France) le 12 juin 1795, est un moine chartreux et prêtre réfractaire à Marseille durant la Révolution mort en « odeur de sainteté ».

## Biographie
Marie Gervais Thomas de Martinet est né à Auvillar (Tarn-et-Garonne) le 20 décembre 1750. Il est le fils d'Arnaud Joseph de  Martinet, seigneur d'Artigadais, avocat au Parlement et d'Élisabeth de Beauquesne (née à Auvillar le 14 juillet 1723, morte à Auvillar le 14 août 1755).
Il est moine ermite dans l'ordre des Chartreux où il reçoit le nom de Dom Joseph. C'est ainsi qu'il est généralement connu. Consacré à Dieu dans la chartreuse de Villeneuve-lès-Avignon en 1771, il est envoyé à la chartreuse de Marseille vers 1787. Le 14 juillet 1792, il quitte sa cellule pour l'apostolat auprès des fidèles, fuyant de cachette en cachette et célébrant baptêmes et mariages.
Alors que presque tous les prêtres de Marseille acceptent la loi sur la constitution civile du clergé et prêtent le serment dit de l'Égalité, Dom Joseph refuse, bravant les dangers et poursuivant son apostolat. Il est considéré comme l'un des plus remarquables, parcourant nuit et jour la ville de Marseille, portant les secours de la religion à toutes les personnes qui l'appelaient.
Il est poursuivi ; des récompenses sont promises à qui réussirait à le faire arrêter. Un jour, il réussit à échapper à ceux qui, placés en embuscade, devaient l'arrêter. On parle de « miracle ». Lorsqu'on lui évoque ce récit, il répond « Tout est à peu près exact dans ce qu'on vous a raconté ; ce fait n'a toutefois rien que de naturel. Il est pour moi la preuve d'une assistance visible de la Providence ; mais il faut en ôter le mot miracle »,.
La confrérie du Rosaire établie à Marseille subsiste clandestinement grâce à dom Joseph de Martinet, unique survivant du massacre des pères chartreux. Il prêche clandestinement le Rosaire : le 7 octobre 1794, pendant la Fête du Rosaire se déroule par exemple la réception d'un membre de l'assistance dans la confrérie du Rosaire.

## Son tombeau à Marseille
À sa mort, son corps est déposé dans une maison de la ville et n'est transporté à l'église Sainte-Marie-Madeleine de Marseille que le 23 février 1856.
Dans cette église, se trouve une sculpture de 2,50 mètres, constituant son tombeau dans lequel on peut voir son masque funéraire. Ce tombeau a été réalisé, avec le masque funéraire, en 1856, lors du transfert de ses restes.

Sur ce tombeau, on peut lire sur une plaque en marbre gravée en lettres d'or : 

« Cujus Memoria in benedictione est / Ici repose / Dom Joseph de Martinet / né à Auvillars Tarn-et-Garonne / le 26 décembre 1730 / Religieux de l'ordre de Saint-Bruno / Profès de la chartreuse de Villeneuve-les-Avignon / envoyé ensuite dans celle de Marseille / où il demeura jusqu'à l'époque de la Révolution / Apôtre de Marseille / pendant les plus mauvais jours de la persécution / au péril incessant de sa vie / il s'épuisa dans l'exercice d'une charité héroïque / décédé dans la même ville en odeur de sainteté / le 12 juin 1795 / déposé dans cette ancienne église des Chartreux / actuellement paroisse de Sainte-Marie-Magdeleine / le 23 février 1856. »

Cet ensemble est inscrit comme « objet » à l'inventaire des monuments historiques depuis le 17 juillet 2002.

## Pour approfondir